# Áptera (cidade)

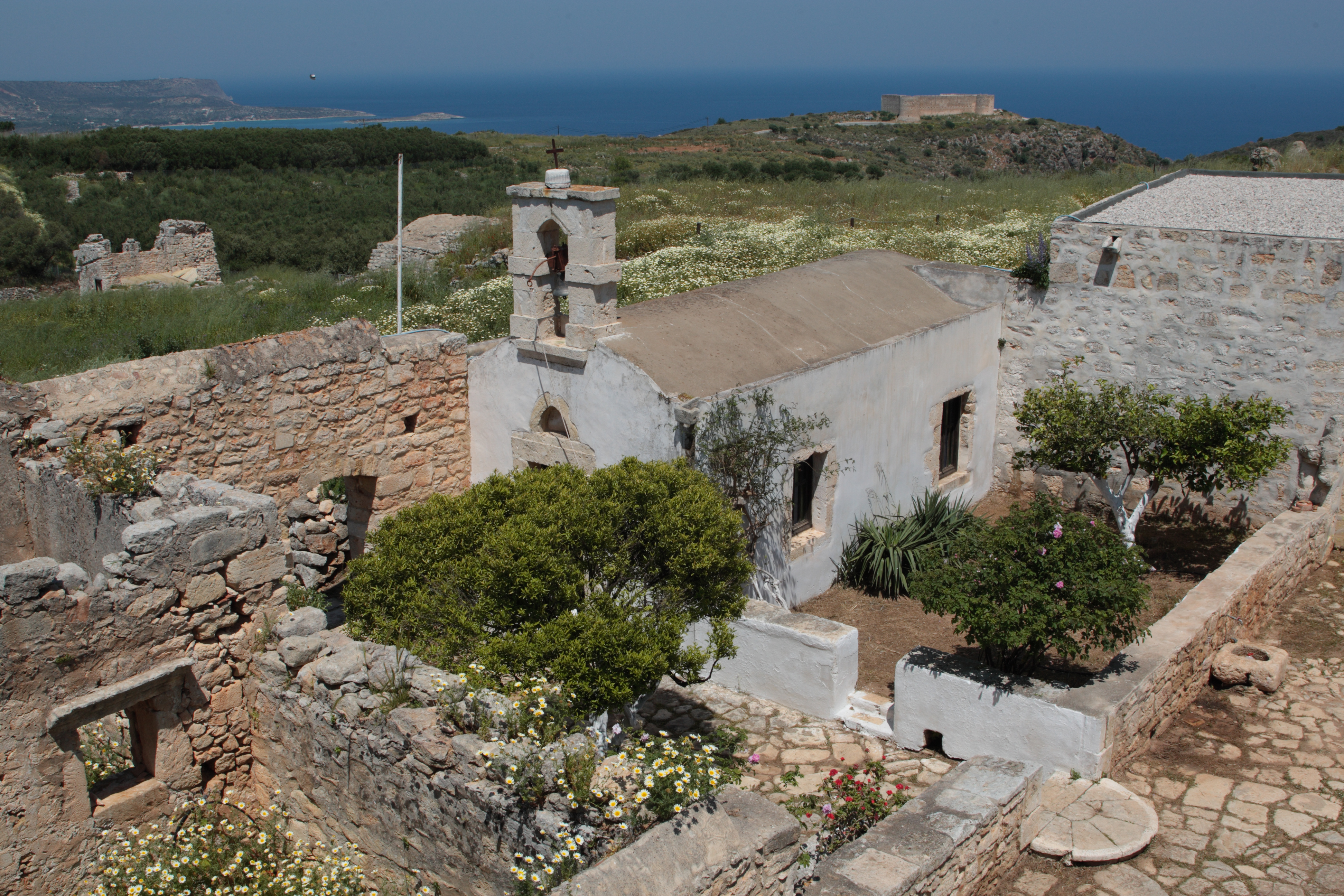
Mosteiro de Agios Ioannis (São João), em Áptera

Áptera (em grego: Άπτερα), também conhecida como Aptara, Apteria, Aptereia, Aptaria ou Aptere, foi uma cidade do noroeste da ilha de Creta, Grécia. Atualmente as suas ruínas constituem um sítio arqueológico, situado a menos de um quilómetro em linha reta da costa sul da baía de Suda. Ali existiu uma cidade-estado, que já era poderosa no final do período minoico e que atingiu o seu apogeu no período helenístico. Declinou lenta e gradualmente a partir daí, embora continuasse a ser uma cidade importante durante o período romano e primeiros tempos do Império Bizantino. Foi destruída por dois terramotos, nos séculos IV e VII d.C., e pelos Sarracenos em 823, quando foi definitivamente abandonada.
No século XII foi construído no local da antiga cidade um mosteiro dedicado a São João, o Teólogo, que funcionou até meados da década de 1960. Os venezianos construíram no local um forte, o qual foi destruído por piratas em 1583. A posição estratégica do sítio foi também aproveitada pelos otomanos, que ali construíram uma fortaleza na segunda metade do século XIX, durante a Revolta de Creta de 1866-1869, para dominar toda a baía de Suda. Durante a Segunda Guerra Mundial, as tropas de ocupação alemãs também se posicionaram no planalto de Áptera.
O primeiro académico moderno a estabelecer a ligação entre as ruínas e a cidade de Áptera foi o viajante inglês Robert Pashley (1805–1859), que confirmou a identificação graças a moedas encontradas no local. As primeiras escavações foram levadas a cabo em 1862 e 1864 pelo francês Carle Wescher. Em 1942 os alemães que então ocupavam Creta realizaram escavações mais extensas. Houve outras campanhas de escavação, em 1986–1987 e em 1992–1995, mas o sítio ainda está longe de estar completamente escavado. No recinto do convento são visíveis várias estruturas, nomeadamente uma capela e um bloco de dois andares de celas dos monges. Em volta destacam-se as ruínas de um templo de século V a.C., restos de vários templos dóricos, duas cisternas romanas de grandes dimensões com arcadas em abóbada, termas romanas, um teatro romano e uma villa romana com um peristilo. O sítio é administrado pelo departamento de antiguidades do ministério da cultura grego e ocupa o planalto do cimo da colina de Paliocastro, situada a algumas centenas de metros a leste da atual aldeia de Áptera e Megála Choráfia, as quais integram administrativamente a Unidade regional de Chania, cuja capital homónima, situada a oeste-noroeste, dista cerca de 13 km por estrada.
A cidade minoica é mencionada com o nome "A-pa-ta-wa" em tábuas escritas em Linear B no século XIV ou século XIII a.C. Os restos arqueológicos encontrados cobrem dois períodos: o primeiro do século IX a.C. ao século VII d.C. e o segundo do século X d.C. até 1960. A cidade ocupava um local estratégico, propício ao comércio e à defesa, pois tem amplas vistas sobre as regiões vizinhas, além de ter excelentes defesas naturais. Do alto da colina, que se eleva a 200 metros sobre o nível do mar, avista-se toda a baía de Suda, e a península de Acrotíri, a norte, do outro lado da baía, a zona costeira entre Suda e Kalives a noroeste, norte e nordeste, as Montanhas Brancas (Lefká Óri) a sul e a planície de Apocórona a sul e sudeste. Embora não seja visível das ruínas, Chania fica a pouca distância, atrás de outras colinas. A cidade era servida por dois portos, um de cada lado da baía de Suda: o mais próximo, no lado sul da baía era Císsamos, provavelmente situado onde é hoje Kalives, a leste do sopé do monte da cidade; o outro era Minoa, atual Marati, a norte, na península de Acrotíri. No século III a.C. Áptera esteve em guerra com Cidónia, uma importante cidade do noroeste de Creta que muito  provavelmente se situava onde é hoje Chania ou nos seus arredores. Alguns historiadores referem que quando se deu a conquista romana de Creta, na década de 60 a.C., Áptera tinha-se tornado dependente de Cidónia.

## Nome
Além da forma Áptera, a cidade é também citada com os nomes Aptara, Apteria, Apterea, Aptaria e Aptere. O termo "Áptera", que significa "sem asas", pode estar ligado ao culto de Ártemis Áptera. Não era raro o nome das cidades gregas derivar do nome de um deus ou deusa, mas em Áptera foi escolhida a epiclese em vez do próprio nome da deusa, o que é mais raro. Isso pode significar que o termo Áptera precedeu o de Ártemis, uma confusão nascida da fusão dos cultos de Ártemis com o culto minoico da deusa dos animais. Joseph Pitton de Tournefort (1656–1708) refere que, segundo Eusébio de Cesareia (265–339), o nome de Áptera teria origem, de acordo com a tradição, em Apterão, rei de Creta, filho de Cidão e pai de Lápios, que teria vivido no tempo de Moisés, cerca de 1 800 a.C. Pausânias (115–180 d.C.) relata que Pteras, fundador do segundo templo de Apolo em Delfos, teria dado o seu nome à cidade. Para Richard Pococke (1704–1765) foi Ápteras, um antigo rei de Creta, que deu o seu nome à cidade. Finalmente, outra lenda, registada por Estêvão de Bizâncio no século VI, conta que as musas e as sereias se confrontaram num concurso musical no templo das musas. Estas venceram o concurso e as sereias angustiadas arrancaram as suas asas, que caíram na baía de Suda e que deram origem às diversas ilhotas que ali se encontram, chamadas ilhas brancas. As sereias, desprovidas de asas (apteres em grego), deram o seu nome à cidade.
A ocorrência mais antiga que se conhece do nome Áptera é o que se encontra numa tábua escrita em Linear B do século XIII a.C., na forma "A-pa-ta-wa". O termo Aptara, de origem dórica, só surgiu mais tarde, quando os dóricos se apoderaram da ilha. Essa forma dórica parece ter predominado em Creta, a avaliar pelas moedas e pelas inscrições encontradas. A forma Áptera, por sua vez, parece ter predominado no resto do mundo grego.

## Topografia

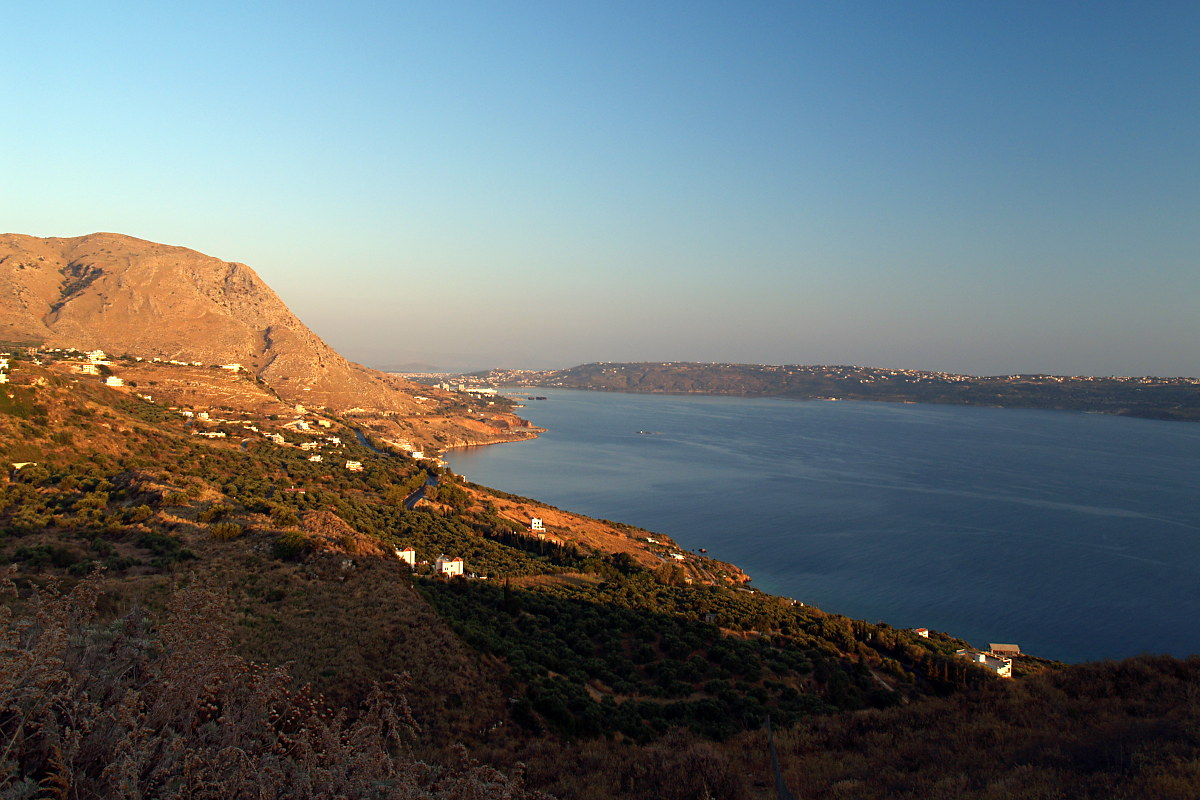
Vista da parte ocidental (interior) da baía de Suda e da península de Acrotíri desde Áptera. Chania situa-se atrás do monte à esquerda.

A antiga Áptera foi fundada no planalto do cimo da colina atualmente chamada Paleocastro, a uma altitude de pouco mais de 200 metros, num local de grande importância estratégica. A sua localização privilegiada favoreceu o seu desenvolvimento, particularmente no século IV a.C., e os seus dois portos asseguravam-lhe o controlo do comércio na região. O arqueólogo grego Ioannis Svoronos (1863–1922) foi mesmo ao ponto de qualificar Áptera como a cidade comercial mais importante de Creta e uma das mais poderosas durante o seu período mais próspero.
Enquanto cidade-estado, Áptera controlava toda a região e numerosas aldeias. Segundo as fontes históricas, as fronteiras do seu território podem ter sido o território de Cidónia, a ocidente, Lapa (atual Argirópolis), a sul, e para oriente estender-se-ia até ao cabo Drápano. O rio Pictos (atualmente Ciliaris), que nasce nas Montanhas Brancas e atravessa as planícies a sul e leste da colina da cidade, para desaguar em Kalives, contribuía para a fertilidade das atuais planícies de Stílos e Arméni. Tanto nestas planícies como em locais mais elevados foram descobertos vestígios de quintas agrícolas isoladas e parte da rede de estradas que ligava Áptera às cidades vizinhas. Um marco miliário indicando a distância entre Áptera e Císsamos foi descoberto no eixo que conduz a Lapa; o mesmo menciona o imperador Trajano (r. 98/99–117) e provavelmente data do ano 99 ou 100 d.C.
As muralhas da cidade, com 3 480 metros de perímetro, rodeiam a parte plana da colina e a sua área interior nunca foi completamente urbanizada.

## História

### Da fundação ao período helenístico

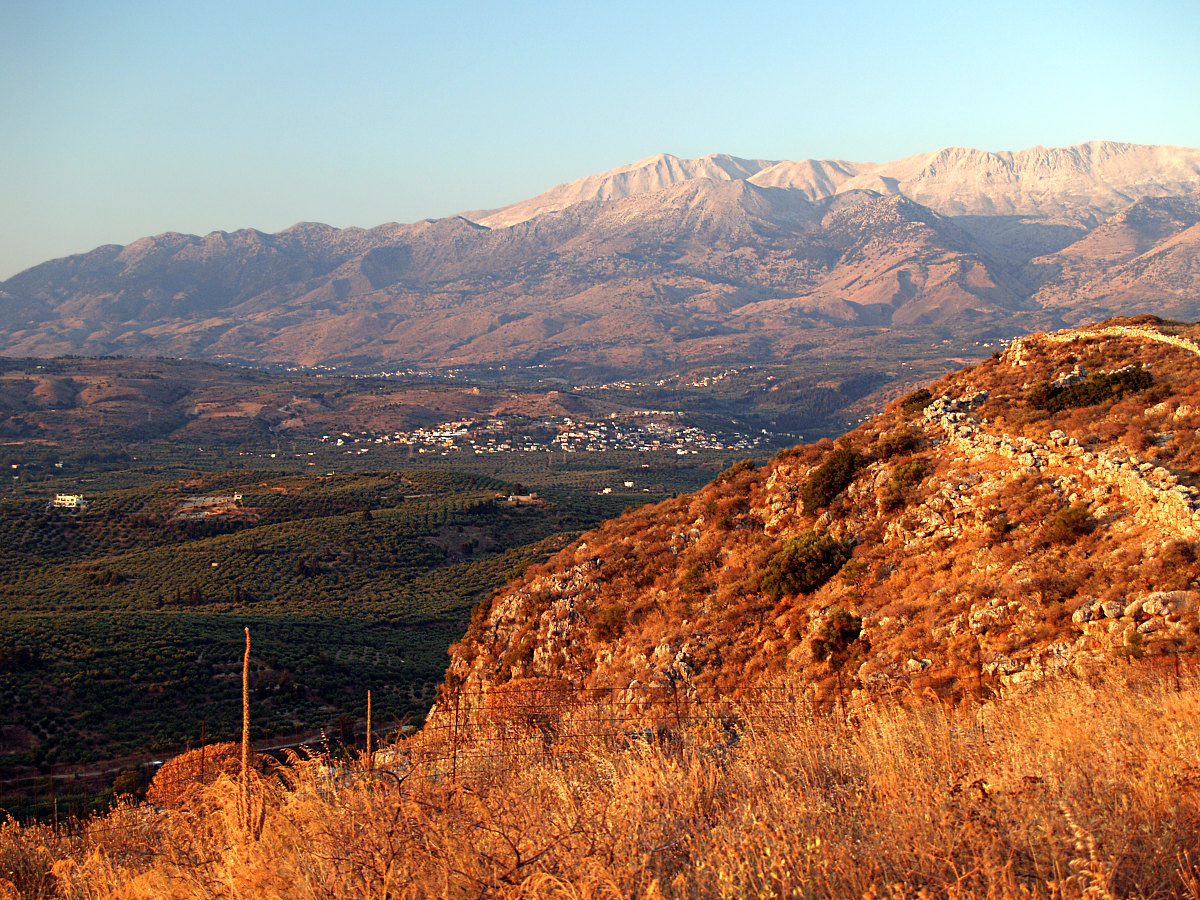
Vista do lado oriental da muralha desde o forte Koules, com o vale de Stílos à esquerda (leste) e os primeiros contrafortes das Montanhas Brancas ao fundo (sul)

No século IX a.C. Creta beneficiava de condições favoráveis ao desenvolvimento de novas cidades, como foi o caso de Eleuterna, Lapa, Licto, Cidónia e Áptera. Esta última teria sido fundada durante o chamado período geométrico, no século VIII a.C., segundo escavações realizadas na necrópole da cidade. Áptera pode ter sido, pelo menos num período inicial, uma cidade "industrial". Na região existiam então minas que eram exploradas desde o período minoico. Em Mesclá, a antiga Ceraia (Κεραια), situada a três ou quatro horas de marcha de Áptera, extraía-se ferro e cobre, mas a zona de Áptera é conhecida principalmente através dos dáctilos ideanos, que segundo a lenda descobriram o fogo, o cobre e o ferro bem como a arte de trabalhar esses metais na região dos apteranos. Os dáctilos viviam perto do monte Berecinto. Nessa zona, no que foi até 2011 o município de Maláxa, situado cerca de 10 km por estrada a oeste de Áptera, havia uma das minas mais antigas da Europa.
O que se sabe da cidade provém sobretudo das escavações, pois há poucas menções escritas. Não obstante, Pausânias relata que em 668 a.C. os arqueiros de Áptera participaram na Segunda Guerra Messénia ao lado de Esparta. No século V a.C., como o conjunto das cidades cretenses, Áptera não participou nas Guerras Médicas, apesar de não ter rompido as suas relações comerciais com Atenas, a crer nas cerâmicas importadas encontradas nas escavações que datam desse período.

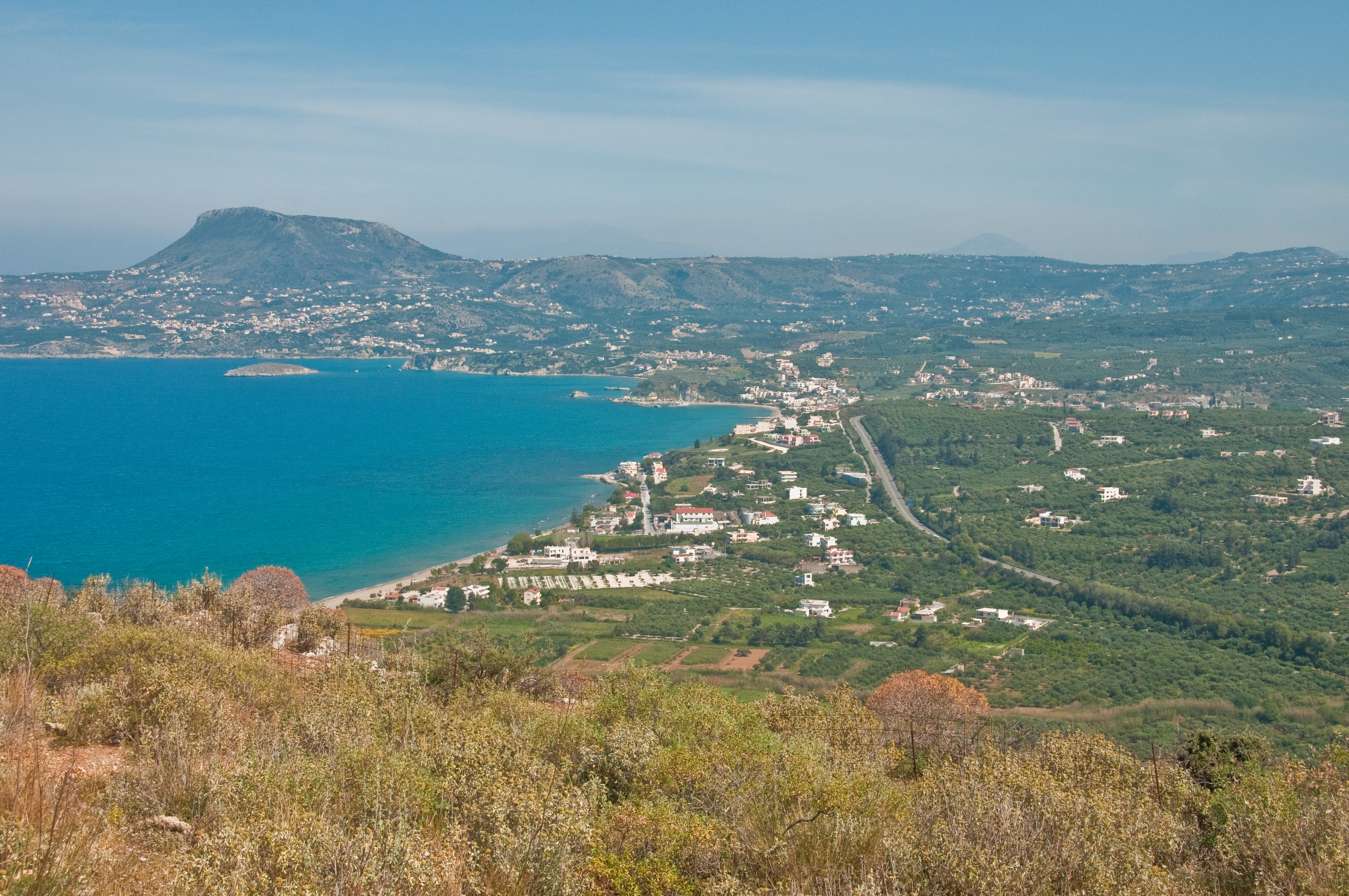
Vista em direção a nordeste desde Áptera; em baixo: Kalives, onde se situava Císsamos, um dos portos da cidade; ao fundo: a península de Drápano

Como numerosas cidades de Creta, a cidade prosperou no século IV a.C. Tinha então até oito aldeias nos arrabaldes, situadas no sopé da colina, no vale de Stílos. Célebre pela habilidade dos seus arqueiros, Áptera forneceu mercenários a vários conflitos fora de Creta que depois trouxeram riquezas para a sua cidade de origem. Encontravam-se também mercenários de Áptera entre os numerosos piratas do mar Egeu. A prata, importada do Egito e da Cirenaica, permitia à cidade cunhar as suas própria moedas e assim reforçar a sua independência e poderio económico. A maior parte dessas moedas — conhecem-se 76 tipos diferentes) — representam a deusa Ártemis no anverso com a inscrição APTARAION ou APTERAION e Pteras no reverso. Outras moedas tinham os retratos de Zeus, Apolo ou Hera no anverso e uma tocha, uma abelha ou um arco no reverso. Os arqueólogos estimam que a população da cidade nesse período fosse 20 000 habitantes, dos quais um quinto eram homens livres e o resto escravos. Muitos dos homens livres eram comerciantes, proprietários de terra ou armadores.
Áptera volta a estar ao lado de Esparta contra os macedónios na guerra cremonidiana em 267–266 a.C. Os conflitos internos pelos quais passou Creta no século III a.C., principalmente entre Cnossos e Gortina, levaram a que Áptera se aliasse quase sempre com Cnossos. Depois da destruição de Licto por Cnossos, durante a guerra de Licto, em 220 a.C., os aliados de Cnossos (Cidónia, Eleuterna e Áptera) viram-se cercados pelos aliados de Gortina (Lapa e Polirrénia), bem como pelo exército de Filipe V da Macedónia. Áptera acabou por se juntar a Gortina, que então se tinha tornado a principal cidade de Creta.
A intensa atividade de Áptera em matéria de política externa é confirmada nas inscrições acerca das alianças e pela nomeação de cônsules que representaram a cidade em numerosas cidades. Houve cônsules de Áptera não só nas cidades cretenses de Cnossos, Hierapitna e Mália, mas também no Peloponeso, no Egeu, na Ásia Menor e nas costas do Adriático. Áptera encontra-se entre as trinta cidades que se aliaram ao rei de Pérgamo Eumenes II em 183 a.C. A cidade homenageará Átalo II de Pérgamo erigindo uma estátua de bronze com a sua efígie.

#### Cultos religiosos

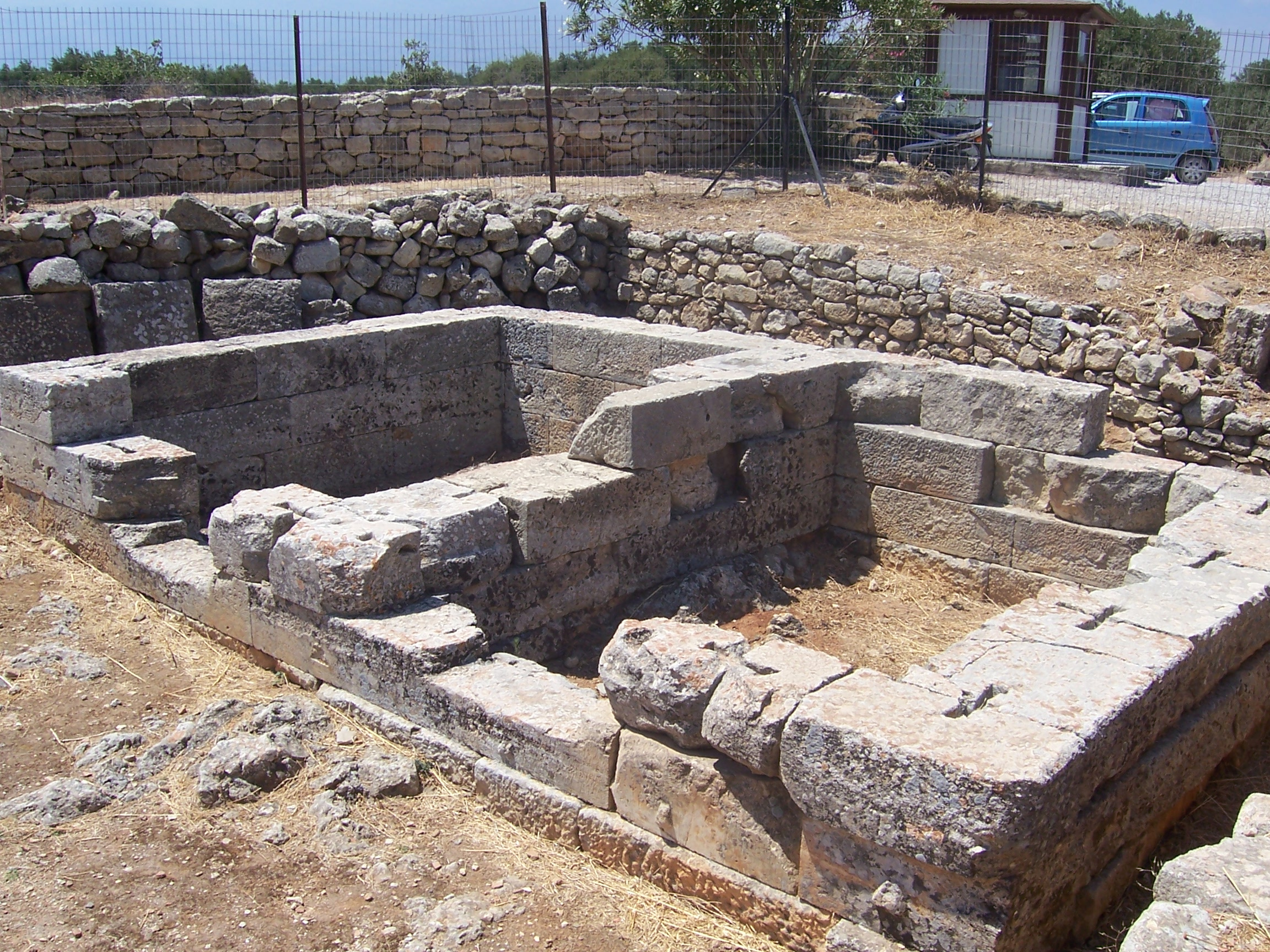
Ruínas do templo bipartido atribuído ao culto de Ártemis

Os vestígios de culto mais antigos descobertos datam do século VIII a.C. e foram encontrados perto do templo bipartido atribuído ao culto de Ártemis e Apolo. Este templo, descoberto em 1942, data possivelmente do século V a.C. A deidade central de Áptera era Ártemis. Além desse templo, o retrato da deusa foi encontrado em dois tipos de moedas de prata dos séculos IV e III a.C. Sabe-se por uma inscrição que nos séculos III e II a.C., se celebravam corridas em sua honra no mês de Dictinaion, ou seja no mês de Díctina, uma forma arcaica de Ártemis em Creta. Há também uma menção a um santuário de Ártemis noutra inscrição relativa à renovação de uma aliança com a cidade jónica de Teos, na Ásia Menor, em 170 a.C. Uma outra inscrição votiva refere-se a Ártemis com o nome de Ilítia, a deusa do nascimento. Houve outros deuses e deusas adorados em Áptera. Os investigadores alemães puseram a descoberto um templo dedicado a Dionísio e foram encontradas moedas com os retratos de Hermes, Zeus e Héstia ou Hera.

### Período romano

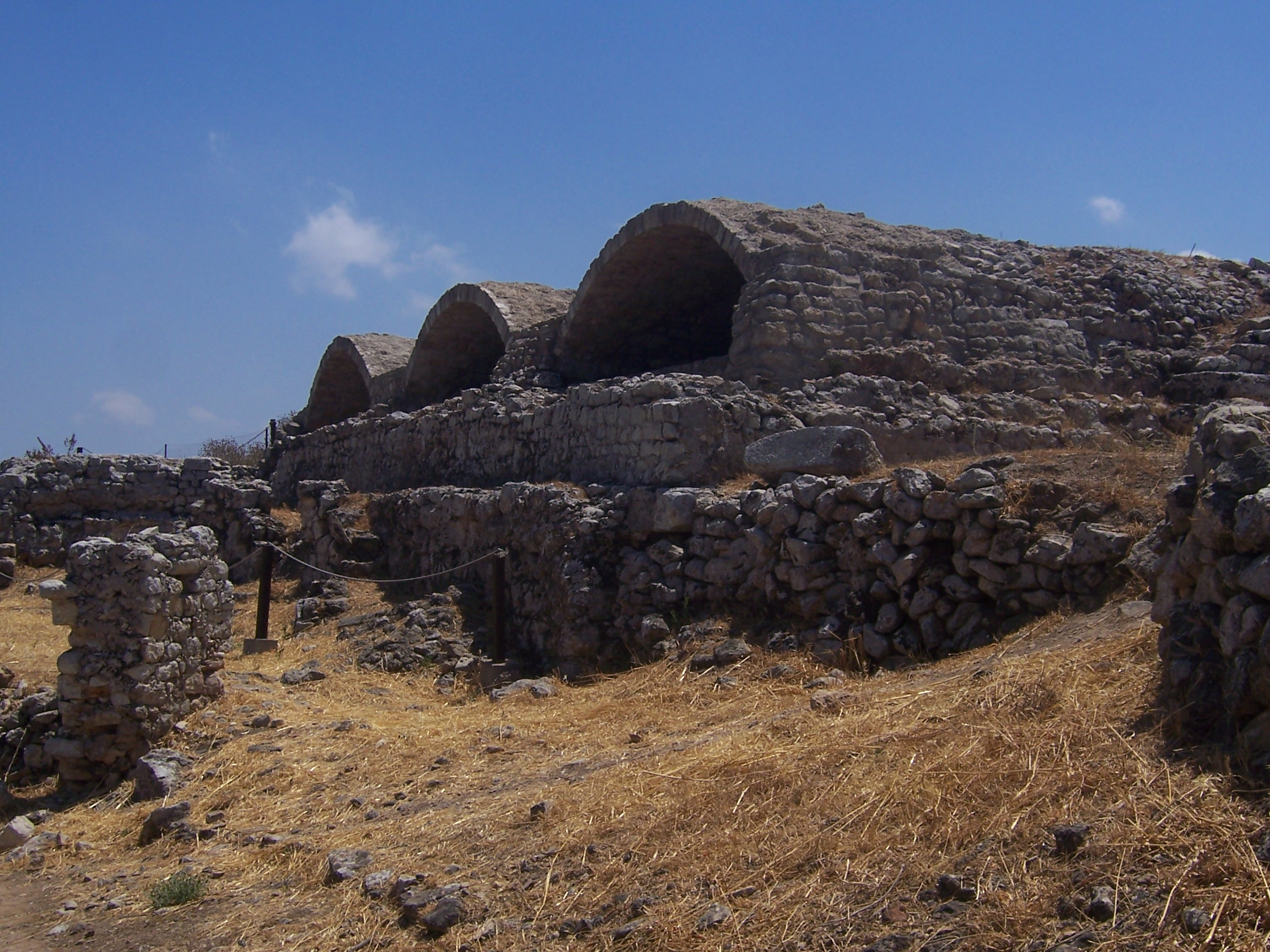
Exterior das cisternas

Durante a conquista de Creta por Quinto Cecílio Metelo Crético (67–63 a.C.), Áptera rendeu-se sem combater, à semelhança de Cidónia. Este ato permitiu que a cidade ficasse nas boas graças dos romanos, que apenas impuseram à cidade impostos pouco elevados. Aparentemente o declínio de Áptera começou antes da da invasão romana, pois a cidade tinha-se tornado dependente de Cidónia. Com efeito, o uso de moedas de Cidónia faz pensar que Áptera teria sido colocada sob a autoridade administrativa da cidade vizinha. Pelas escavações sabe-se que a cidade conheceu um novo impulso nos séculos I e II d.C., quando são erigidas importantes infraestruturas que demonstram o seu desenvolvimento — as imponentes cisternas que a abastecem de água são um sinal que a população da cidade era numerosa. Embora tenha perdido importância política e económica, em contrapartida a cidade viu a sua produção agrícola aumentar, uma consequência das políticas romanas.
As escavações mostram igualmente que no período romano em Áptera se continuou a adorar diversos deuses e foram adotados novos cultos. Durante as escavações levadas a cabo por Stylianos Alexiou em 1958 foram postos a descoberto um pequeno templo do século I d.C. dedicado a Deméter e Perséfone. O culto de Dionísio parece ter continuado presente, pois foi encontrada uma estátua desse deus da época romana. Na chamada "villa do peristilo" foram descobertas estátuas de Afrodite e de Hermes e na necrópole foram encontradas provas de culto à deusa egípcia Ísis. Este último culto pode ter chegado ainda durante o período helenístico mas é certo que se desenvolveu durante o período romano.

### Declínio e destruição

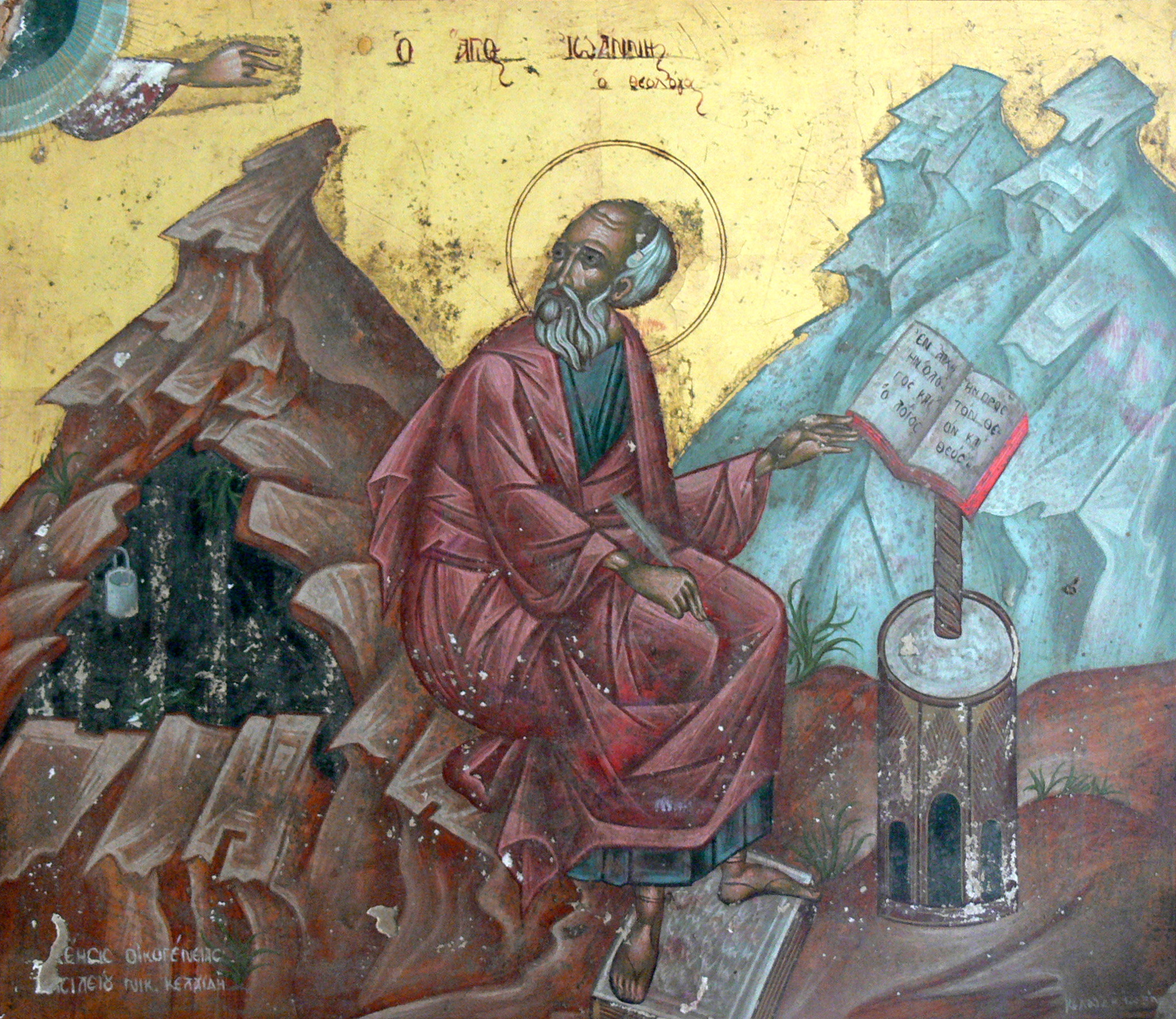
Ícone de São João, o Teólogo na capela do mosteiro dedicado a esse santo

A partir do século III d.C., Áptera começa a declinar, ao mesmo tempo que cidades próximas como Císsamos e Cidónia prosperam. O declínio foi acelerado com o sismo de Creta de 365, que destruiu várias cidades em Creta e na costa mediterrânica do nordeste de África, e causou grandes estragos e milhares de mortos em Alexandria. A cidade continuou a ser habitada, como é atestado pelo geógrafo bizantino do século VI Hiérocles, e alguns bispos do período bizantino nasceram em Áptera Os arqueólogos encontraram as fundações de uma igreja cristã do século VII ou VIII, com túmulos no chão. Um segundo sismo ocorrido no século VII e o saque por piratas sarracenos em 823 marcaram o abandono da cidade pelos seus últimos habitantes.
No século XII foi fundado no centro do que tinha sido a cidade um mosteiro dedicado a São João, o Teólogo, cuja menção mais antiga é de 1182. O mosteiro era propriedade do Mosteiro de Patmos e funcionou até 1964. No local da antiga cidade foi mais tarde construída pelos venezianos uma fortaleza, chamada localmente Paleocastro (ou Paliocastro) ou Cules, mas a aldeia junto a ela foi destruída pelos piratas em 1583. No século XIX, as ruínas foram usadas como pedreira para a construção da fortaleza de Itzedin, por cima de Kalami, pouco acima do sopé da colina de Áptera, erigida pelos turcos em honra do filho do sultão Abdulazize em 1872 e que atualmente é uma prisão.

### Redescoberta da cidade
Após ter sido destruída e abandonada a cidade caiu no esquecimento e foi preciso esperar vários séculos para que fosse identificada. Em 1415, o geógrafo italiano Cristóvão Buondelmonti parece ter identificado Minoa, a cidade do mítico rei Minos, no local de Áptera e descreveu as cisternas e tirou-lhes as medidas. Domenico Negri cometeu o mesmo erro em 1557. Cornaro, que pensava que Minoa se situava entre Cidónia e Áptera, coloca esta última mais a leste do que ela está na realidade. Em 1630, o arquiteto veneziano Francesco Basilicata descreveu um teatro redondo e mosaicos, mas não procurou identificar o nome da cidade.
O célebre botânico francês Joseph Pitton de Tournefort esteve em Creta em 1700 e em julho desse ano visitou as ruínas de Paleocastro. Baseando-se em Estrabão, formulou a hipótese de Paleocastro ser o sítio da antiga Áptera e lamentou que a população local tivesse esquecido essa antiga cidade. Em 1834, o viajante inglês Robert Pashley foi o primeiro a situar Áptera com precisão. A presença de moedas no local com a inscrição APTE fortaleceu a sua opinião e perto do mosteiro de São João, o Teólogo descobriu, a cerca de um metro de profundidade, uma parede com um decreto da cidade antiga.

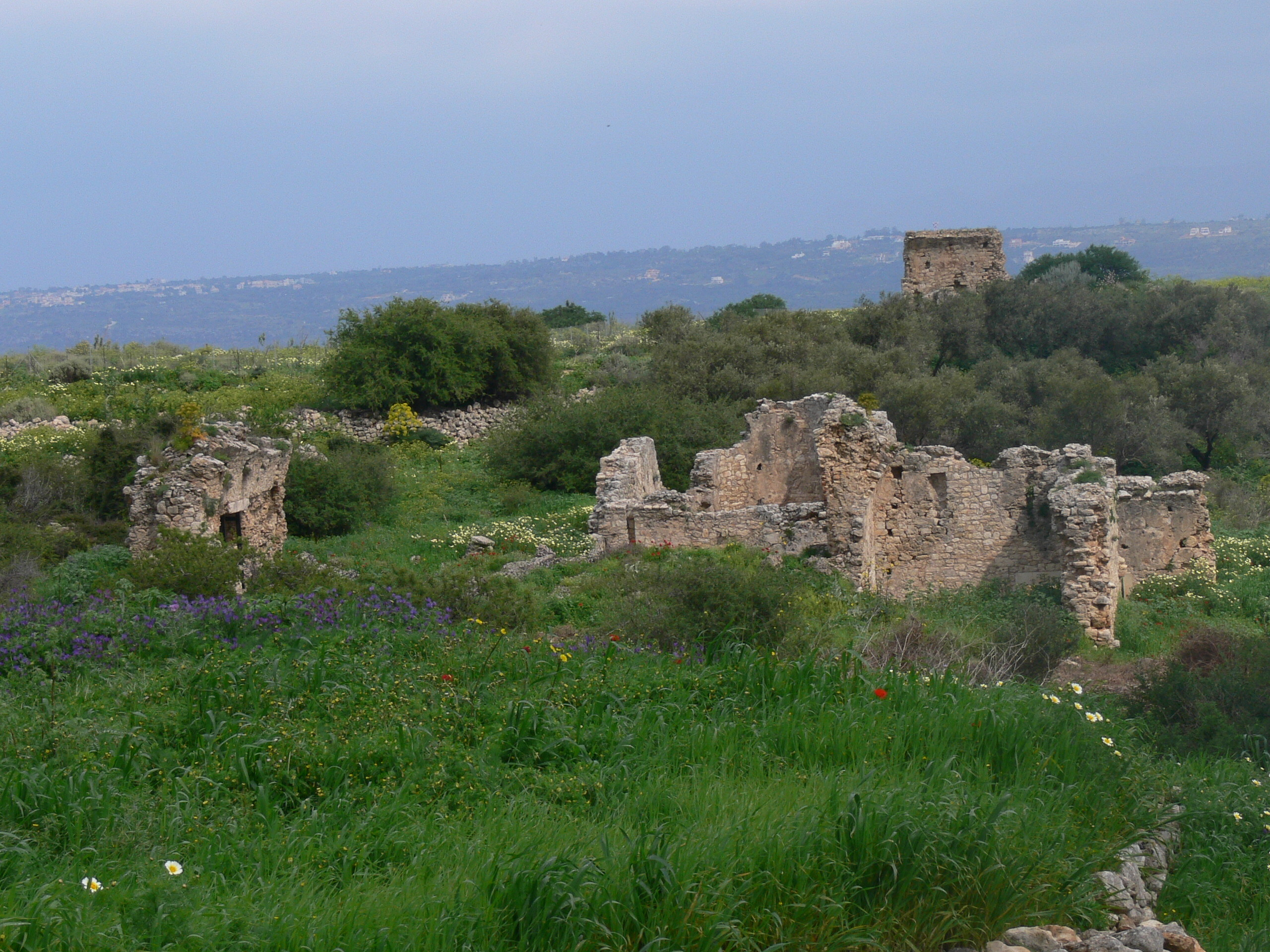
Ruínas da termas romanas

Em 1862 e 1864, o francês Carle Wescher escavou a cidade e pôs a descoberto a chamada "parede das inscrições", que poderia marcar a localização do pritaneu. Na parede estava escrito um decreto emitido pelo senado no qual se homenageava Átalo II, rei de Pérgamo, agradecendo-lhe a sua benevolência em relação à confederação cretense em geral e a Áptera em particular. O texto mencionava que a cidade iria erigir uma estátua de bronze representando Átalo, a pé ou a cavalo, conforme fosse sua vontade, e que garantiria ao rei a sua segurança pessoal, tanto em tempo de paz como em tempo de guerra, quer na cidade de Áptera quer nos seus portos. A descoberta de Wescher confirmou a hipótese de Pashley segundo a qual as ruínas em Paleocastro eram de Áptera. Em setembro de 1878, Haussollier também esteve no local, onde estudou, copiou e publicou as inscrições encontradas por Wescher. Segundo ele, a "parede das inscrições" encontrava-se perto do templo bipartido provavelmente dedicado a Ártemis. Em 1899, quando dois viajantes italianos, Luigi Savignoni e Gaetano de Sanctis, visitaram o local, a "parede das inscrições" tinha desaparecido, mas em 1928 foram postas a descoberto outras três inscrições.
Depois da batalha de Creta (1941), o sítio foi ocupado pelo exército alemão, devido à sua posição estratégica. Ainda hoje se podem ver os ninhos de metralhadoras construídos com pedras encontradas no local. Durante a ocupação alemã o sítio foi novamente escavado. O templo bipartido foi encontrado a sudoeste do mosteiro; datado do século V ou IV a.C., foi depois usado como túmulo, antes de ser coberto por outros edifícios da época medieval.
Em 1958, o arqueólogo grego Stylianos Alexiou dirigiu mais escavações, tendo descoberto um templo em honra de Deméter e vários exemplares de cernos (vasos de oferendas) da época helenística. Alexiou descobriu igualmente parte de um tratado entre Cidónia e Áptera e um conjunto de túmulos do século IV que continham loiça e broches em prata.

## Urbanismo e principais monumentos

### Monumentos da Antiguidade

#### Cisternas e banhos romanos

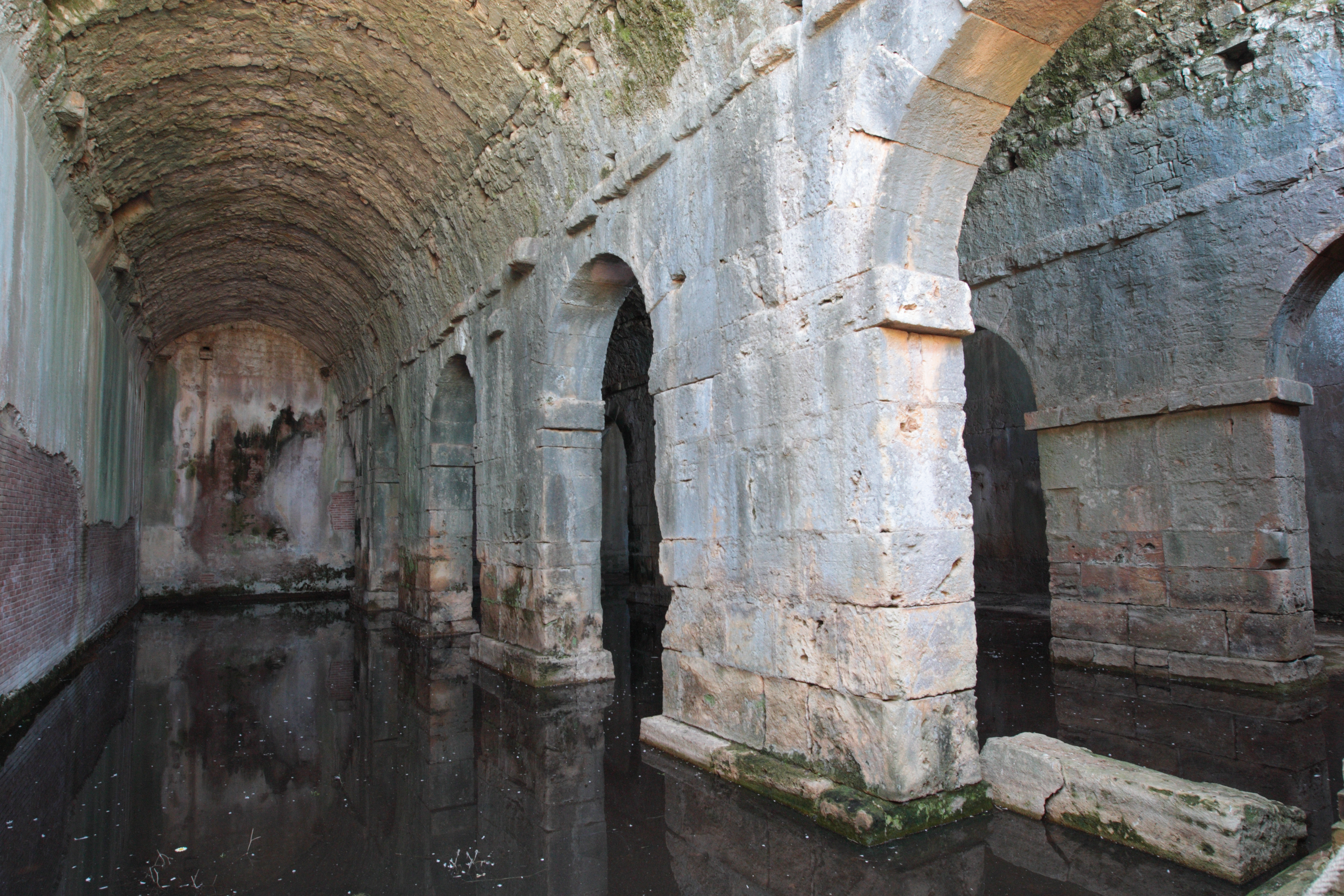
Interior de uma das cisternas

As construções mais imponentes visíveis no sítio são as cisternas da cidade. Datadas do período romano, não é de se excluir que as mais antigas sejam do período helenístico. A mais imponente de todas as cisternas, chamada gama (Γ) devido à sua forma, mede 55,8 metros de comprimento por 25 m de largura e tem capacidade para 3 050 m³ de água. O teto, já desaparecido, era originalmente abobadado. As paredes são reforçadas no interior por uma parede de tijolos e argamassa. A estanquidade era assegurada por uma espessa camada de gesso impermeável. Devido ao comprimento do edifício, foi adicionado um muro de sustentação a fim de ajudar as paredes a suportar o teto e a pressão da água. Ali foi colocada uma escada que permitia descer à cisterna e fazer a sua manutenção. A conduta de evacuação não está ao nível do solo, mas ligeiramente elevada, a fim de que as impurezas presentes na água não atingissem a conduta de água potável e se depositassem no fundo do reservatório.
A segunda cisterna comporta três compartimentos e outras tantas abóbadas. Uma parte deste complexo foi escavado numa rocha, sendo a parte restante trabalho de alvenaria similar ao da primeira cisterna, recoberto com um revestimento muito duro que persistiu até à atualidade sobre a maior parte das paredes. Estima-se que a sua capacidade fosse de 2 900 m³. Após o abandono da cidade, dado que o local foi habitado apenas pelos monges do mosteiro, esta cisterna deixou de ser usada como tal e serviu possivelmente como celeiro. Devido a esta transformação, a escada que subia do chão até ao teto e que era usada para manutenção foi destruída. No seu lugar, foi aberto um acesso à cisterna ao nível do solo.
A alimentação das cisternas era feita por aberturas no teto de cada uma delas. Mas a água era também coletada por numerosas outras cisternas situadas em diversos locais da cidade, que alimentavam as duas principais através de um sistema de aquedutos. Pashley e Perrot descreveram canos em terracota enterrados perto da entrada das cisternas, bem como um pequeno aqueduto com 80 cm de largura e outro tanto de altura. As duas cisternas principais serviam principalmente para abastecer o complexo de termas situado a norte delas. Ao contrário do que era usual na época, não se encontrou qualquer mosaico nessas termas, construídas nos primeiros anos do século I d.C.

#### Villa"do peristilo"

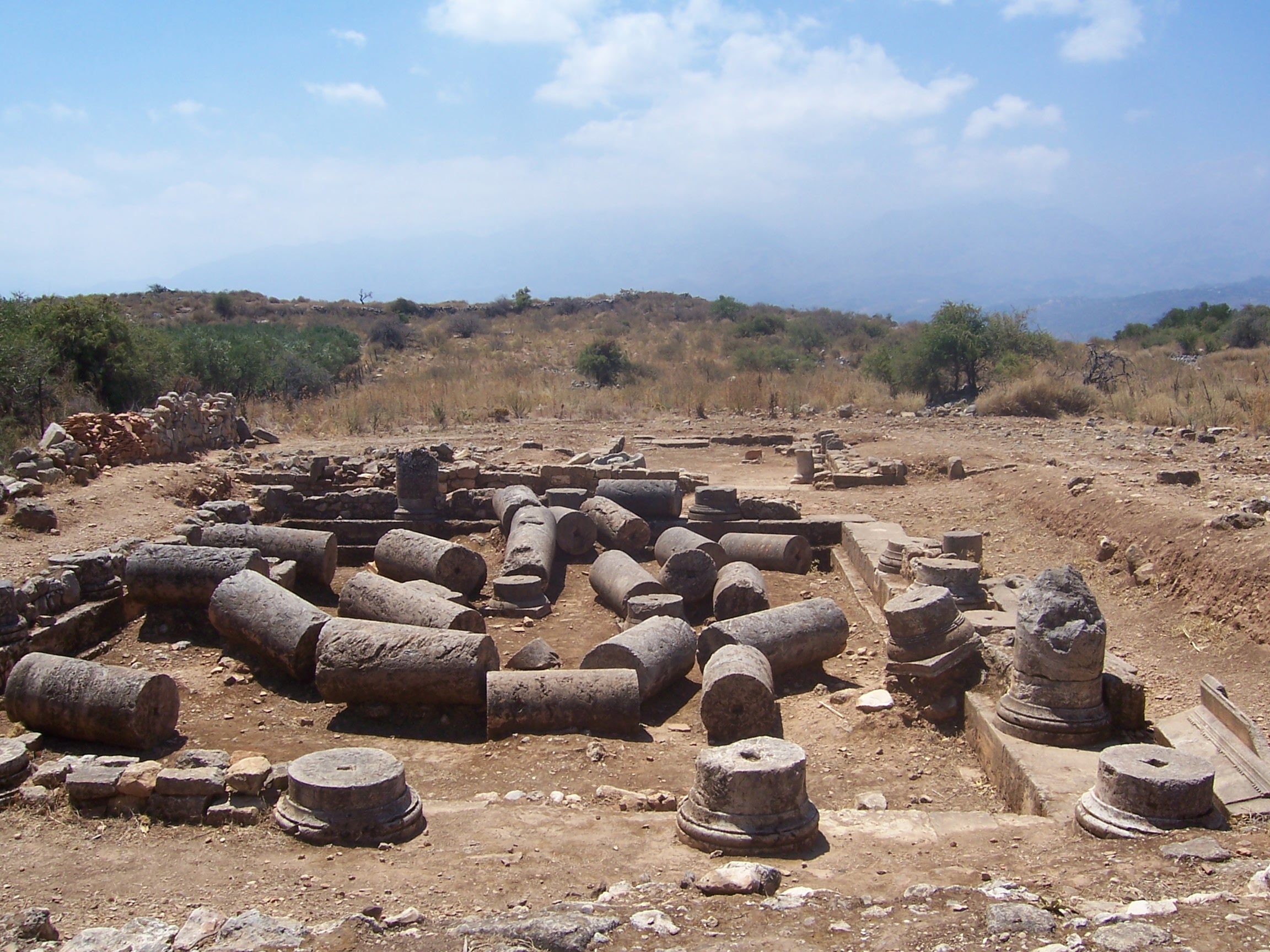
"Villa "do peristilo"

Uma villa, chamada "do peristilo", parcialmente escavada, permite conhecer melhor a arquitetura residencial em Áptera. Datada do período romano — final do século I a.C. ou início do século I d.C. — o que dela se descobriu permite supor que os padrões arquitetónicos de Áptera seguem os do período helenístico nas ilhas do Egeu e Ásia Menor. A villa é baseada nesses padrões e possui um peristilo interior e uma álea originalmente coberta com um teto de telhas. Este teto é suportado por colunas de tipo dórico. A villa terá sido destruída pelo terramoto de 365. No seu átrio principal foram encontradas uma pequena estátua de Afrodite em mármore, um busto de Hermes proveniente de uma estela, moedas e peças de olaria de uso quotidiano. Esse átrio é o centro da casa, em volta do qual se organizava o resto do edifício. Há um segundo átrio na parte sul do edifício, onde há restos de um poço, alimentado por canalizações que recolhiam a água da chuva. A inexistência de nascentes na colina de Áptera levou os habitantes da cidade a construírem poços e cisternas individuais para as necessidades pessoais e infraestruturas maiores para as necessidades gerais da cidades. Perto do poço da villa encontra-se um reservatório em pedra bem como um balde e uma prensa de azeitonas em pedra. Noutras divisões da villa foram encontradas peças de olaria de uso quotidiano e partes metálicas de portas e janelas.

#### Teatro
O teatro da cidade ocupa uma cavidade natural situada na parte sudoeste. O mau estado atual do teatro resulta da sua utilização durante o século XIX como pedreira para construções próximas, nomeadamente da fortaleza otomana de Itzedin. Os visitantes do início desse século descrevem um teatro em melhores condições do que as atuais. A largura máxima do conjunto é de 55 metros e a orquestra tem 18 metros. A parte que foi escavada mostra que as bancadas eram constituídas por assentos talhados na rocha.

#### Fortificações

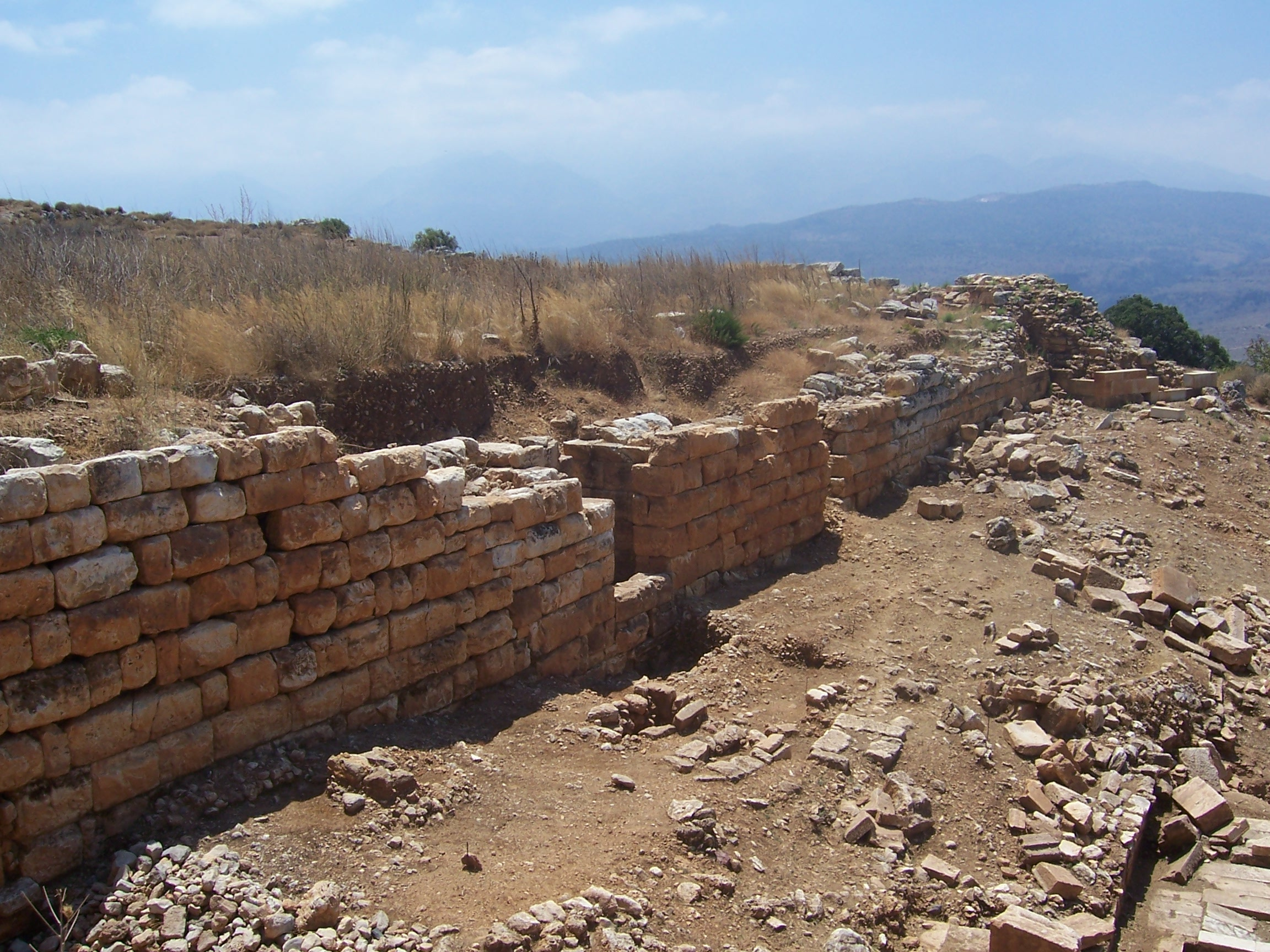
Muralha ocidental, em estilo "pseudo-isódomo"

A muralha que rodeava Áptera tem 3 480 metros de perímetro e circunda toda a parte plana do cimo da colina onde a cidade foi construída. A muralha foi construída na segunda metade do século IV a.C., mas notam-se diferenças no acabamento de diversos trechos da muralha: foi dada uma atenção maior às partes oeste e sudoeste, seguindo o sistema "pseudo-isódomo", um tipo de alvenaria adotado pelos arquitetos gregos, no qual todas as pedras eram talhadas com a mesma altura, de forma que, quando eram colocadas, todas as camadas eram regulares e iguais. Nas partes sul e leste foram por vezes usadas pedras simples nas zonas em que a construção da muralha não foi muito cuidadosa. Nas partes leste e norte a muralha é composta por pedras octogonais e assemelha-se a um muro ciclópico, o que está na origem de durante muito tempo se ter acreditado que essas partes da muralha, com quase quatro metros de altura e cerca de dois metros de espessura e claramente visíveis do sopé da colina, eram muito mais antigas; Pashley, por exemplo, comparou-as com as muralhas de Tirinto (construídas no 2º milénio a.C.).
A proteção assegurada por estas muralhas era reforçada por torres de fortificação, sobretudo na parte ocidental, a de mais fácil acesso e por isso mais difícil de defender. Uma dessas torres foi identificada no lado ocidental: era de planta retangular e denota um cuidado particular na talha das suas pedras e na qualidade das suas juntas, com o objetivo de garantir a melhor resistência possível. A porta principal da cidade foi também identificada nessa parte da muralha. Uma outra porta, chamada sideroporti ("porta de ferro"), foi identificada na parte norte e devia conduzir ao porto de Císsamos. Uma terceira porta, situada no lado sudoeste, devia conduzir ao vale.

#### Necrópoles

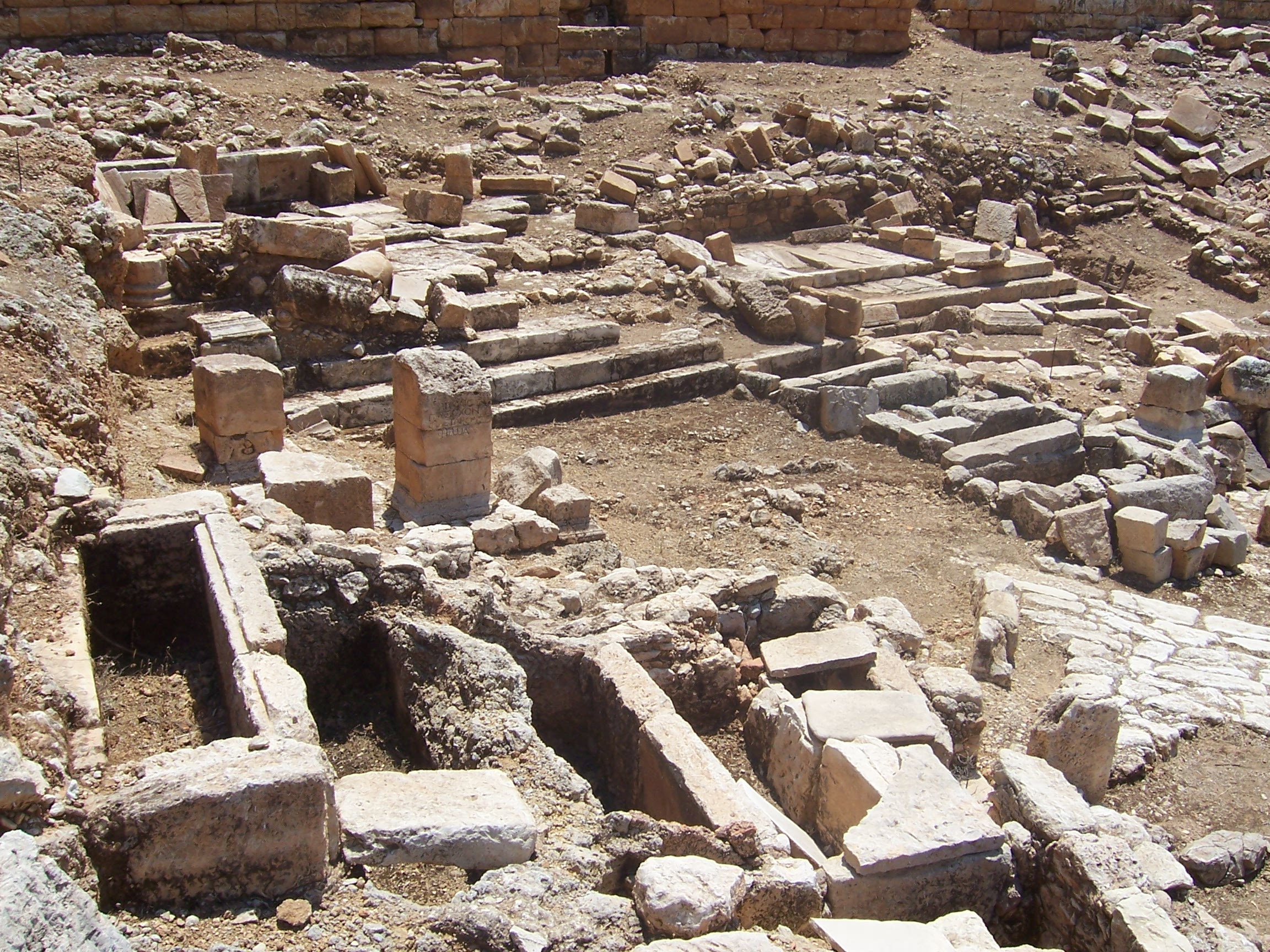
Cemitério ocidental

Áptera tinha dois cemitérios, um situado a sudeste e outro a oeste da cidade. O primeiro ainda não foi escavado, mas vários túmulos talhados na rocha podem ser facilmente identificados e foram todos pilhados no passado. A sua arquitetura parece indicar que são da época romana. O cemitério ocidental foi amplamente escavado, em parte devido a escavações de salvamento, pois situa-se no local onde no século XIX se estabeleceu a aldeia de Pacalona, que continua a crescer. Numerosos túmulos deste cemitério foram também pilhados.
Pashley conseguiu localizar vários túmulos facilmente e descreveu dois: o primeiro foi construído para acolher três corpos e o segundo quatro corpos. Os túmulos mais antigos, que atestam a data da fundação da cidade, remontam ao período geométrico, no século VIII a.C. O morto era geralmente colocado dentro de um grande pito, que era posto num túmulo escavado na rocha. Ao lado do pito eram colocadas oferendas, usualmente peças de olaria bastante simples. Nos períodos seguintes, entre os séculos VII e século I a.C., o tipo de túmulo mais frequente foi o retangular, escavado numa rocha mole e coberto com um bloco de pedra. Há também túmulos com paredes e cobertura construídas com blocos espessos de pedra (cistas). Há ainda um terceiro tipo de túmulo, mais simples, que consiste em telhas juntas em volta do corpo do defunto, onde assenta a cobertura. Este último tipo era usado pelas famílias mais modestas.

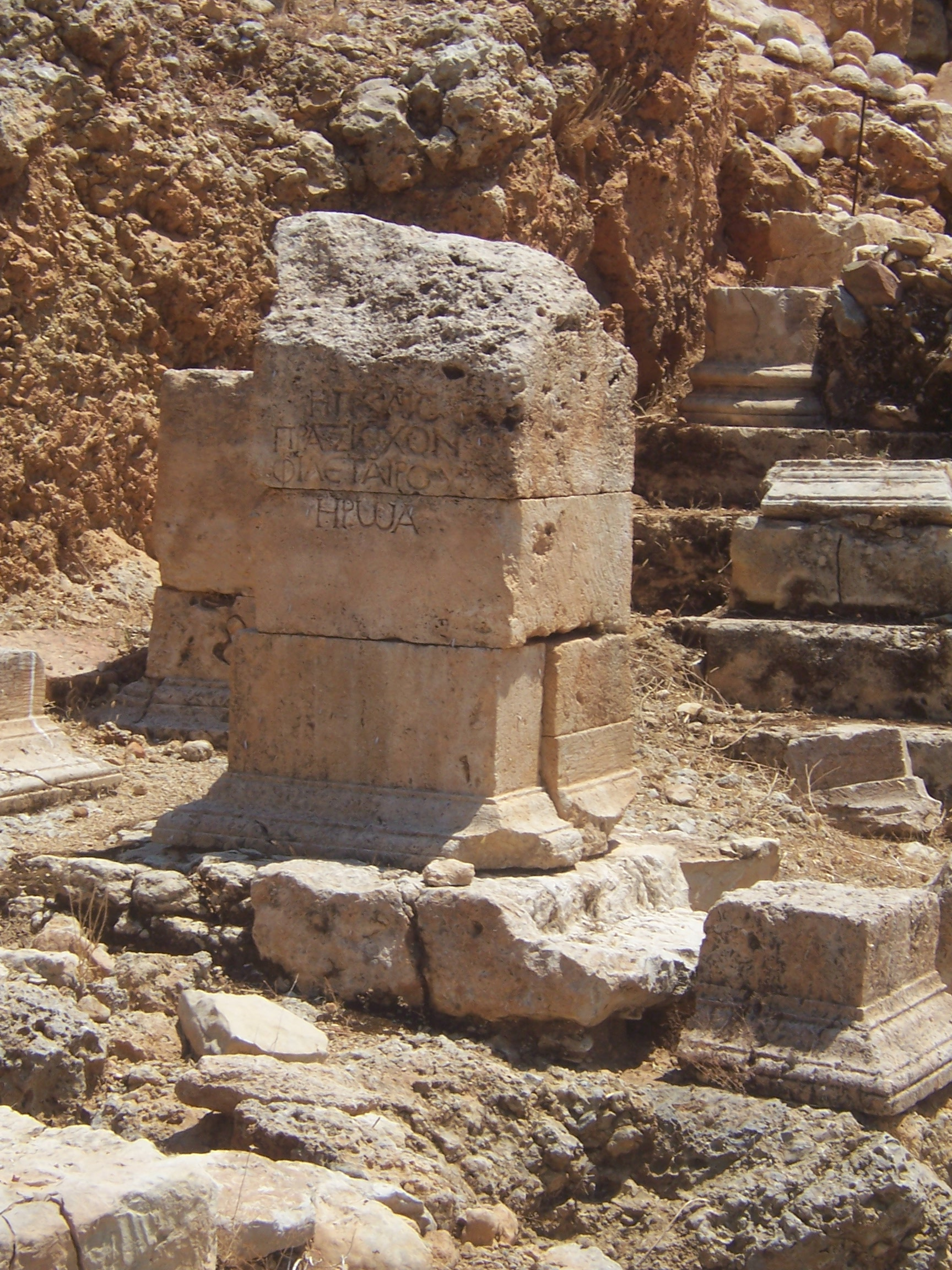
Estela do heroon

Na época romana, o tipo de túmulo mais comum foi o de câmara funerária escavada na rocha à qual se acedia descendo uma escada. A entrada era fechada por um bloco de pedra. Foram encontradas nesses túmulos peças de olaria, lâmpadas de azeite, figurinhas de argila, joias e moedas. Estes túmulos contêm inscrições com os nomes das pessoas neles enterradas. A presença de sepulturas no interior das muralhas da cidade leva a crer que nem toda a área rodeada pelas muralhas era habitada.
Na necrópole ocidental, podem observar-se restos de um heroon (túmulo monumental construído para um herói) da época romana, do século I ou II d.C. Entre duas filas de túmulos foram descobertas seis bases de estelas que formavam um memorial. Estas estelas, sobre as quais se encontravam certamente estátuas, foram erigidas em honra de cidadãos de Áptera, por serviços prestados à cidade. Cinco das bases têm inscrições. A destruição deste heroon foi causado pela implantação próxima de túmulos cristãos do século VI.

### Monumentos mais tardios
Há dois edifícios construídos no sítio de Áptera após o abandono da cidade, da qual já não fizeram parte mas que foram simplesmente edificados no perímetro das muralhas da antiga cidade.

#### Mosteiro de São João, o Teólogo
Fundado em 1182 e dedicado a São João, o Teólogo (Agios Joannis), este mosteiro encontra-se no centro da antiga cidade. Propriedade do mosteiro homónimo em Patmos, conservou o estatuto de metochion até 1964, quando deixou de estar ocupado. Georges Perrot usou o termo "fazenda" para descrever o mosteiro. Richard Pococke indica que quando passou por Áptera viu um mosteiro em ruínas no meio da antiga cidade, que pode ter sido este. Pashley visitou o mosteiro no século seguinte, relatando que em 1833 os monges tinham campos de oliveiras em volta do edifício, os quais tinham sido deixados ao abandono desde o início dos combates da guerra de independência grega em 1822. Thomas Spratt contou que os monges eram ajudados nas suas tarefas por camponeses dos arredores e falou nas dificuldades dos religiosos em lidarem com os roubos de trigo e gado cometidos pelos habitantes de Apocórona e de Sfakiá.
Os monges deram a Pashley moedas encontradas na terra em volta do mosteiro, as quais lhe permitiram relacionar as ruínas com a cidade de Áptera. Os viajantes referem também a presença de mosaicos no local onde se encontra a atual capela do mosteiro, que seriam a prova da existência de uma basílica cristã mais antiga. O mosteiro, atualmente abandonado pelos monges, é agora usado pelas equipas de arqueólogos que trabalham no sítio. Uma das salas acolhe uma exposição sobre a história, arquitetura e as escavações empreendidas no local.

#### Fortaleza turca

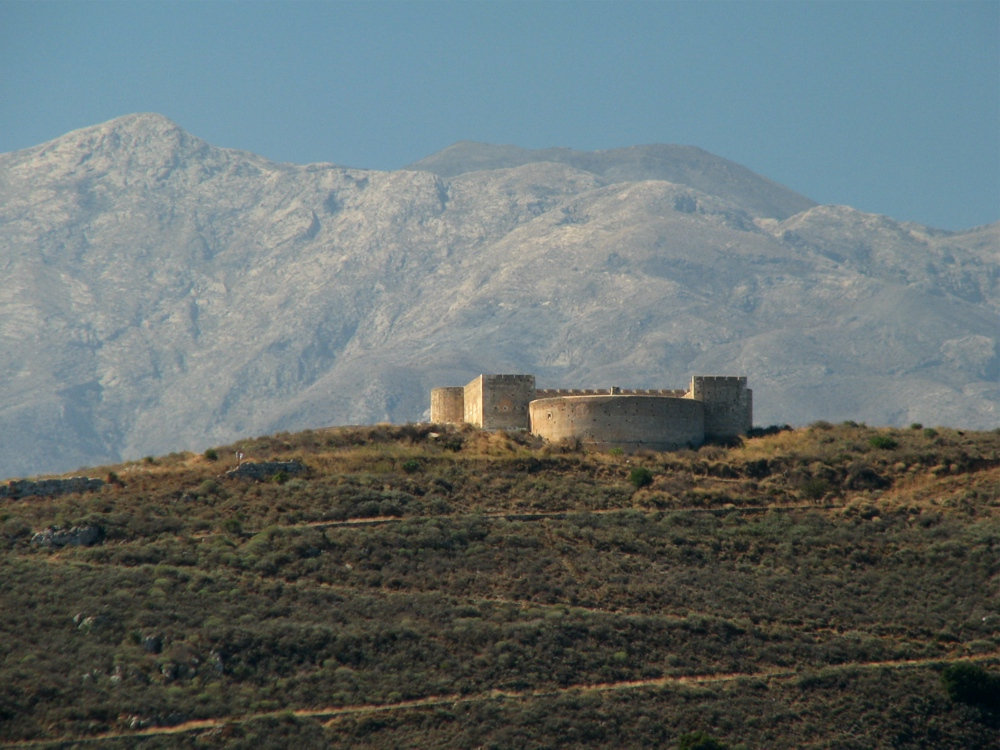
A fortaleza turca de Koules e a encosta norte (virada para o mar) da colina de Áptera, com o maciço das Montanhas Brancas ao fundo

Na extremidade nordeste do espaço circunscrito pelas muralhas ergue-se a fortaleza originalmente construída pelos venezianos no século XVI e que foi destruída por piratas em 1583. Quando visitou Creta no século XVIII, Richard Pococke descreveu as ruínas de uma torre semicircular que provavelmente defendia a passagem. As ruínas dessa fortaleza ainda eram visíveis quando Spratt visitou o local na década de 1850, reconhecendo os restos de uma antiga fortaleza, mas Spratt julgou que eles eram da época romana ou medieval. O edifício foi restaurado pelos otomanos em 1866–1867, durante a revolta de cretense e tem o nome de Koules. A sua construção foi feita recorrendo em parte a materiais recolhidos nas ruínas da antiga cidade. O edifício é de forma praticamente retangular, com 35 por 25 metros e é flanqueado por duas torres na fachada meridional. A fachada norte descreve um arco de círculo. A fortaleza domina a baía de Suda e o vale de Apocórona, em direção a Kalives e Vámos, e a fortaleza de Itzedin construída pelos Otomanos mais abaixo alguns anos mais tarde. Em 2013, o ministério da cultura grego tinha em projeto a reconstrução do forte Koules de Áptera.